# クエロ (伝説の生物)

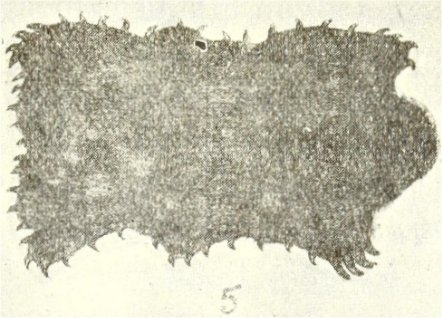
トレルケウェクフェ[仮カナ表記]（「悪霊の皮」）、スペイン名クエロ。毛皮の縁周りに多数の爪がついたような形態。

クエロ（スペイン語: El Cuero、マプチェ語: trülke wekufü 「悪霊のなめし毛皮」）は、マプチェ族の伝承における、牛皮に爪などがついた形態の、人食いの怪物。やがてチリ中央部（チロエ諸島を含む）や南部、アルゼンチンなどの伝承として伝搬した。
異名として クエロ・デル・アグア（cuero del agua、「水の皮」）、 クエロ・ヴィヴォ（cuero vivo、「活き皮」）、マンタ（El Manta、「毛布」）やマンタ・デ・ディアボロなどとも呼ばれる。

## 名称
マプチェ語でトルルケ・ウェクフ[仮カナ表記]、正表記： trülke wefukü 「悪魔の皮」であるが、 trəlke 「なめし皮や毛皮」 +  wekufü 「ウェケフ（悪霊）」から成る複合語である。
スペイン語への音写だと Trelquehuecuve、Trelquehuecufe （注釈によれば北寄りでは "v" 音なのが、南部では"f"音に）や、Trelquehuecuvu、Trelquehuecú、telquehuécuve、 chueiquehuecú, chueiquebueicúなど。
異名にラフケン・トレルケ[仮カナ表記]（<マプチェ語: lafken "lake"）Laquen trilque, lufquen-trilque (cuero del lago、「湖の皮」)。
クエロ・デル・アグア（cuero del agua、cuero de agua、「水皮」）または、俗に クエロ・ヴィヴォ（cuero vivo、 「生きた皮」。
またマンタ（manta、La Manta、原義は「毛布」の意）、マンタ・デル・ディアボロ（manta del Diablo）。さらにはクエロ・デル・アグア（Cuero del agua）とも。

## 概説
エル・クエロは、河川やラグーナの深みに潜む。概して張り出した牛革（または仔牛革）、ロバ革）のような生物で、獲物に覆いかぶさって狩るといわれる。また、河川や湖沼、ラグーンに発生するタコ（スペイン語: pulpoやコウイカ (スペイン語: jibia）の一種だとしている。
マプチェ族の伝承では、トレルケウェクヴェ[仮カナ表記]（Trelquehuecuve、チリ中部発音）は、"腕（触手）の先に爪がついた"タコの仲間だとされ、またトレルケウェクフェ[仮カナ表記]（Trelquehuecufe、南部発音）は"周りがびっしり鉤爪で武装されている"とされ、獣皮の縁に幾多の鉤爪がついたような挿画（⇒上図参照）が付されている。
詳細は様々に語られ、例えば、縁周りに無数の目があり、中央に大きな目が4個ついた大ダコ（タラガンテの伝承）がある。また、皮は褐色で、大きな白い斑点があり、多数の短い足の先に鉤爪が生えている、という描写も民話集編者に寄せられている。
あるいは触手の先端にハサミと一対の目があり、中央に吸盤がある、とベルナルド・キンタナ・マンシラ（1972）のチロエ神話集にみえる。また、中央には赤いギョロ目がついており、その裏側に食餌する口がついているという描写も、近年のカラー挿画のアルゼンチン幻獣集（2023）にみえる。

### マンタ
エル・クエロはマンタ（「ラ・マンタ」、manta, 「毛布」の意味）の異名でも知られる。これもしょせん化けダコの一種とし、伸縮する皮膚をめくり返して獲物を捕らえる怪物だと記される。
マンタの呼称の方が、チロエ諸島では通りがよいと、 フランシスコ・カヴァダ（1914）には書かれており、余所では「クエロ」が一般で、チリ全般に知られる伝承だとする。マンタは水に入る人間や動物を襲い、覆いかぶさり、水底にひきずりこむ。
マンタレイ（大型エイ） との関連性については、cf.  § 実在動物の同定を参照。

### ギリビーロとの混同
ジョセフ・ド・ラ・ポルト神父（1779年没）のグルビル（guruvilu、「狐蛇」）についての記述は、 フアン・イグナシオ・モリーナ神父（1810年）によるギリビーロ（Ghyryvilu）についての記述とほぼ同文だが、いずれとも名ばかりは「ギリビーロ」と称して、丸くて太った牛の皮のような怪物をさすことがあるが、じっさいのところはも「マンタ」（といわれる別の怪物）であろうと結論している。なお、ド・ラ・ポルトは、そのような奇獣の存在は信じ難いと述べ、モリーナも、おそらく先住民たちの想像の産物であろう、と締めくくる。
エル・クエロは、ギリビーロ（「狐蛇」）というと水の怪物と混同されることがあると、近年の著書にも述べられる。
フリオ・ビクーニャ・シフェンテス論文でも、「ギリビーロ」関連の引用集に混じって、ベンハミン・ビクーニャ・マケナ（1877年）によるクエロの出現例（ § 現地伝説参照）を加えている。
中部タルカマビダでも、ゲルビロ[仮カナ表記]（gueruvilo）という名で呼んでいたが、「マンタ」のことである、とビセンテ・カルバーリョ・イー・ゴジェネチェ（1816年没）が断じた例がみえる。このビオビオ川北岸の町の堀外に周囲約400ヤード (370 m)の潟湖（ラグーン）があり、そこで水浴びする子供をさらっていたといわれる。

## 伝説
チリの河川や潟湖（ラグーン）、湖に出現するという、チロエ諸島を含め、チリの広域に知られる。アルゼンチンの伝説でもある。

### マプチェの伝承
トレルケウェクフェ[仮カナ表記]（南部発音）は、爪の生えた化けダコのような怪物で、その怪力の「収縮能力」でもって絞め殺すという 。
トレルケウェクヴェ[仮カナ表記]（チリ中部発音）は、水辺での日光浴のような習性があり、河川やラグーンのほとりから出てきて日光の暖を取ることをもとめる。帰還するときには、旋風か渦潮が沸き起こり、「皮」怪物を水中へと押し戻していくのだという。

### 現地伝説
ビニャ・デル・マールに潜むクエロは、不注意者をまるでシーツのように覆い包むということだが、ベンハミン・ビクーニャ・マケナ（1877年）は、これをヴィクトル・ユーゴーが描いた大ダコではないか、と意見している。
アルゼンチン・ ネウケン州ラカル地方では、マプチェの信仰におけるギヤトゥーンの儀式が。研究者の聴聞によれば、ラカル湖ではラフケン＝トリルケ[仮カナ表記]（lafquen-trilque、「湖の皮」）という怪異がいるとされ、長くて太い幹（tronco）のようなかたちだが、巻きほどけて（拡張して）平たくなることができる。概して褐色だが、黒や緑もいる。波で砂に隠れると、カムフラージュされて、特に夜には見分けがつかない。踏むと藻のような感触だが、クラッと眩暈（眠気）をもよおし、怪物は爪だらけになっている体の端をまくりあげて獲物をなかにとらえ、覆い包み、深淵に連れ去るという
またチリのアタカマ州にあるラウタロ貯水池にも出現するという巷説がある。

## 対抗手段
伝統に伝わる方法だと、一種の自然材料の疑似餌を使って退治するという。チリではキスコ（quisco）と呼ばれる棘植物（サボテンの一種、学名 Echinopsis chiloensis）を刈ってきて、それを投げ込むのだという（首都圏ブインおよび南部の大チヤン・コイウエコの情報）。
だが、クエロを討伐するには、マチ（呪術師女）の助力が不可欠ともいわれる。マチは上述と似たような方法で、カラファテ（calafate、学名：Berberis microphylla）の棘枝を使って餌の獲物と間違えさせ、すると飛びついた怪物は絞めつけをおこない、棘がささって死ぬという。 
ある再話では、某家族がチリ南部の湖畔でキャンピングしていたが、父親がのぞきこむとなにやら泡が立っていて、催眠状態になって飛び込んでしまった。すると渦潮が巻き起こり、トレルケ・ウェクフェに攫われてしまった。マチはキスコのサボテンとカラファテの棘の木を束ねてくるんで人形にし、マプッチェ語で祈祷すると、怪物が飛びつき、棘にからまって致命傷を負った。

## 民話
「インディオとクエロ」の民話では、主人公のニャンコ（Ñanco）は、手足にキスコのサボテンを結わいつけて戦い、クエロは流血で死んだ。ニャンコは隠れ家の洞窟で、怪物を操っていた男に遭遇。膨れたように太り、片足は背中にくっついており、顔もそむけたままにねじ曲がった奇人で（インブンチェと特定できる）、これも刺して倒した。奇人は怪物を操って娘たちを攫い、ある者には無理やり結婚をせまり、ある者からは血を吸っていた。カシケ（酋長）の娘である従妹も助け出した。彼女は裕福だが不細工な隻眼男に嫁ぐことを命じられていたが、ニャンコは隠れ家から銀塊を得ていたので、ライバルを出し抜いて彼女と結婚した。
「プダウエルのラグーン」は首都サンティアゴの一画にあるが、まだバルパライソからの鉄道が開通していない時代、牛に引かせた台車の運び屋たちがこのラグーンにさしかかり、聖金曜日だったので渡るのを不吉がった。鼻で笑ったひとりが渡ろうとすると、同業者らの目の前でクエロによって牛もろとも引きずり込まれてしまった。いまでも命日にそいつの声が聞こえるとか。

## 実在動物の同定
某辞典（1916年）にも、クエロ・デル・アグア（Cuero del agua、「水の皮」）の怪物について、淡水生のタコのつもりだろうが、海棲の大ダコに着想して想像された生き物だろう、としている。
モリーナが記述したような「マンタ」は、実在のマンタレイや大型のエイの目撃例なのではないか、という考察もされる。

### 科学的説明
また、クエロの伝説は、渦潮現象（remolino ）がもとになっているではないか、という別の辞書の説明もみえる。